# Nemo 33

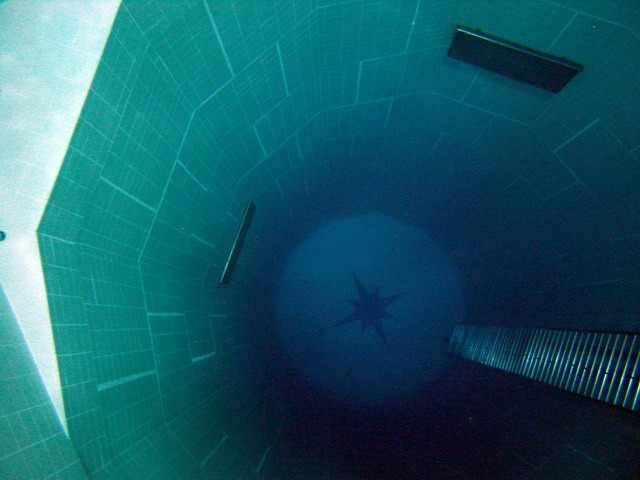
Nemo 33

Nemo 33 è una piscina di acqua dolce non clorata a Uccle, nella Regione di Bruxelles-Capitale, in Belgio. Ha detenuto il record di piscina coperta più profonda del mondo tra la sua apertura il 1 maggio 2004 e il completamento della Y-40 a Montegrotto Terme, Padova, Italia, il 5 giugno 2014.
La profondità massima della piscina è di 34,5 metri (113 piedi). Contiene 2.500.000 litri (550.000 imp gal; 660.000 US gal) di acqua sorgiva non clorata e altamente filtrata, mantenuta a 30 °C (86 °F) da un riscaldatore solare, e contiene diverse caverne sottomarine simulate a 10 metri (33 ft) livello di profondità. A causa della temperatura calda in piscina, vari possono immergersi per lunghi periodi senza una muta stagna.
Il complesso è stato progettato dall'esperto di immersioni belga John Beernaerts come struttura polivalente per l'istruzione subacquea, ricreativa e di produzione cinematografica nel 2004. 
La struttura contiene un ristorante, una libreria, un negozio di costumi da bagno, un negozio di souvenir e stanze per altre attività acquatiche. Numerose sono le finestre sottomarine dei visitatori che permettono di guardare all'esterno nelle piscine a varie profondità.